# ぱーてぃーちゃん
ぱーてぃーちゃんは、ワタナベエンターテインメントに所属する日本のお笑いトリオ。

## メンバー
すがちゃん最高No.1（すがちゃんさいこうナンバーワン、1991年8月21日 - ）（33歳）
ツッコミ（たまにボケ）・ネタ作成担当、立ち位置は中央。
- 東京都大田区出生、山形県山形市出身。
- 山形市立第四中学校、山形学院高等学校卒業。
- 本名：菅野 直人（すがの なおと）
- 自称「なんちゃってイケメン」担当。
- 3歳で実母を亡くし、祖父母と伯母（実父の姉、独身）の世話を受ける状況を経て祖父が死去し、祖母が施設に入り、伯母が別居した（実父は別の女性と新しい家庭を作っていた）ことなどもあり、中学1年生から一人暮らしをしていた。
- ワタナベコメディスクール19期出身。
- 高校生の時に、ジュノン・スーパーボーイ・コンテストに応募したことがある。
- かつてはテレビの制作会社で、ADとして勤務していた。本人自ら「使えないAD」だったというほど失敗が多かったが、失敗が面白かったら上司もネタにして許してくれたということで「笑いって最強だな」と実感したという。
- 専門学校時代からの友人だった、石原涼丞と共に2014年10月、コンビ「パーティーズ」としてデビュー。しかしパーティーズ時代は本人曰く浮上の気配が全く見えず「肩まで地下に浸かっていた」と話している。そのままパーティーズは2020年10月1日に解散。その後、石原は「石ちゃん最高No.1」と名乗りM-1にも出場している。
- 2025年2月16日放送の『ジンギス談!』（北海道放送）で、パーティーズは周囲からの評価は高かったが、オーディションに何度も落ちてしまいテレビには一度も出られなかったと述懐している。
- ぺこぱとはパーティーズ時代からの旧知の仲。
- 芸名が長いため通常は「すがちゃん」と呼ばれているが、バラエティ番組『マルコポロリ!』（関西テレビ）2022年12月4日放送分出演時にMCの東野幸治に「最高No.1」の部分を弄られ、「最高No.1」→「No.1」→「ワンさん」と呼び名が変化して行った。これに対してすがちゃんは翌々週の12月18日分の放送で再登場し、「（弄るとしても）先にギャル2人をたっぷり弄ってから行くべき、順序が違う」などと不服を申し立てていた。
- SixTONESのファン。
- 2024年4月26日、自身の幼少時代からぱーてぃーちゃん結成までを記したエッセイ『中1、一人暮らし、意外とバレない』を発売。
- 栗谷（カカロニ）、Den（リンダカラー∞）とのユニット「カリスマスリー」を組んでおり、M-1グランプリ2024では3回戦まで進出。

信子（のぶこ、1992年8月1日 - ）（33歳）
ボケ（ネタによってはツッコミ）担当、立ち位置は向かって右端。
- 大阪府堺市出生、大分県大分市出身。
- 大分市立上野ヶ丘中学校卒業、大分県立大分南高等学校中退。
- 本名：大野 信子（おおの のぶこ）
- ワタナベコメディスクール24期出身。
- 実父はキャバレーや不動産業などを営んだ信貴久治（大洋観光代表取締役会長）。
- 3歳まで住んでいた大阪の実家は33億円で建てられた。門を入ると敷地の広く、車で移動していた。母屋と離れの間に林があり、そこで遊んでいたところ迷子になったため庭師に母屋まで送り届けてもらったことがある。小学校の時のお年玉は50万円だった。
- 「徳川家康の末裔」を自称し、実家には家紋が入った甲冑があったという。2024年1月16日放送のバラエティ番組『ザ!世界仰天ニュース』（日本テレビ）に出演した際には、「父の祖母まで名字が徳川だった」とも明かした。ただし信子の40歳上の兄は「信貴家が徳川家の末裔という話は聞いたことがない」と述べている。
- Jr.オリンピックに走り幅跳びで出場した経験があるが、記録などのデータは残っていない。
- 大分県の中学時代は陸上部に所属して、走り幅跳び、砲丸投げ、リレーの3種目で県大会優勝を果たした。中学3年時には部活のキャプテンだった（学校全体で当該学年の中心的人物だった上にリーダーシップもあったため、部員の多数決で満場一致で選出されたことが元同級生によって証言されている）。そのため、地方大会当日に出場選手の代表者として選手宣誓を行った経験もあるという。
- お笑いに興味を持ったきっかけは毎週土曜日の午後に放送されていた『吉本新喜劇』である。学校終わりに急いで帰宅し、テレビの前で待機していた。
- 山里亮太（南海キャンディーズ）を尊敬している。山里のようなツッコミになりたくて芸人を始めたが、現在のトリオ結成後にツッコミを辞めさせられたとのこと。
- 最初に誰がリーダーになるか決める時に、ネタを作成すがちゃん、YouTubeなど事務的な内容を担当するきょんちぃに対して特に役割がないとして信子が選ばれたが、本人曰く「8分ぐらいでクビになった」とのこと。
- 2020年7月に結婚している。しばらく公表していなかったが、2023年3月28日放送の『相席食堂』（朝日放送テレビ）で公表した。夫のことは「ジーザス」と呼んでいる。
- R-1グランプリや女芸人No.1決定戦 THE Wでピンで出場する場合は「アゲみざわ信子」の芸名を使用している。
- 写真週刊誌『FRIDAY』2023年10月27日号（講談社）ではグラビアに挑戦した。
- 2025年3月7日、「大分市魅力発信アンバサダー」に就任した。

金子 きょんちぃ（かねこ きょんちぃ、1993年9月19日 - ）（31歳）
ボケ（ネタによってはツッコミ）担当、立ち位置は向かって左端。
- 神奈川県藤沢市出身、秦野市育ち。
- 秦野市立南が丘中学校卒業、神奈川県立藤沢総合高等学校中退。幼稚園から中学校までの同級生には山田涼介（Hey! Say! JUMP）、二つ上の学年には女優の岸井ゆきのがいる。高校中退後は働いていたが、本人曰く「やりたい仕事ではなかった」。ある時友人から「そういえば昔、芸人になりたいって言ってなかった？」と言われ、思い直して本格的に芸人を目指すようになる。
- 旧芸名は京佳（きょうか）。2021年4月20日に現芸名への改名を報告。
- 目標とするお笑い芸人は和牛と銀シャリで、本格的なしゃべくり漫才志向とのこと。しかしこれについてすがちゃんに「やりたいこととやれることは違う」「出来ないことを頑張ってやるよりも、出来ることを伸ばしていった方がいい」と言われた。
- 芸人になる前は居酒屋、アパレル、パチンコ店、バー、キャバクラなどアルバイトをしており、本厚木のキャバクラで働いていた際はナンバー2だった。当時好きだった男の借金500万円を代わりに返済する。その後芸人となってから、体重が35kg増え、2023年4月時点で80kgであることを2023年4月19日放送の『上田と女が吠える夜』（日本テレビ）で明かした。
- 母親や親戚の影響で物心ついた時からEXILEのファンで、高校生になった後はLDH全体を箱推しするようになった。結成した2011年に無料の全国ツアー『武者修行』を行っていたGENERATIONS from EXILE TRIBEを追いかけて全国を回っていたことで、通っていた単位制の高校では出席日数が足りなくなったことで3年生の9月に「あと3年高校に通えるか？」と言われたが、それは無理として中退したという。なお、ワタナベコメディスクールに入学した理由も「LDHの本社に場所が近かったから」ということを明かしている。GENERATIONSでは白濱亜嵐、小森隼よりの箱推しであり、番組内で小森隼がサプライズ登場した際には号泣している。
- 2023年24時間テレビのチャリティーオークションでは、GENERATIONSサイン入りトートバッグを入手している。
- 現在はSixTONESとAぇ! groupのファンクラブに入っていることを公言している。

## 芸風
主に「ギャル（信子・金子きょんちぃ）とチャラ男（すがちゃん）のパリピ漫才」。信子と金子の自由奔放なボケに対し、すがちゃんが「ダメなんだぜ」などとキザなツッコミを入れるという流れが主で、手でイヴ・サンローランのロゴを模したサインを作るのが決めポーズ。右手の親指、人差し指、中指と左手の親指、人差し指を立て、左手の人差し指を右手の親指に重ねることでイヴ・サンローランのロゴを模している。そして結成当時から「売れるまではアニメキャラみたいになれば一番（売れるためには）早い」と思って、「みんなの記憶に残りやすい」として3人に信号機の色を取り入れ、すがちゃんが赤、信子が青、きょんちぃが黄色とそれぞれイメージカラーが決まっている。すがちゃんは「昔からかっこいいものへの憧れがあった」ということでこのトリオでチャラいキャラのネタがやりたかったと話しているが、チャラいキャラでは先にEXITが売れてそれなら音ネタをと思ったが、こちらでもきつねが先に売れたことで模索の最中にコウテイのネタの構成を参考するに至ったという。イヴ・サンローランの決めポーズなどは、バラエティ番組でのブレイクを狙って作ったと話している。
出演する番組用の新ネタを作って披露することもあり、「チャラいように見えて、実はちゃんとしている」「生真面目」というギャップが評される場合もある。
“絆トリオ”を自称している。きょんちぃは「俺に付いて来れば大丈夫だ」とすがちゃんが言うから付いて行っていると話している。

## 来歴
2017年4月、ワタナベコメディスクール（WCS）24期出身同士だった信子と京佳（金子）が同スクール卒業時にコンビ『エンぷレス』を正式に結成しデビュー。この二人はWCSでクラスが同じで毎日一緒に遊びに行っていたという関係でもあった。周りからはこの二人で組んだら面白いとよく言われていたが、きょんちぃは男女ユニット志望、信子は元々ピン芸人志望で、WCS時代はお互い別々のユニットを組んでいたが共に解散し、「とりあえず一緒にやろう」として組んだコンビだった。きょんちぃ曰く、エンぷレス時代は「信子が暴れん坊なので自分では処理出来なかった」ということで、すがちゃんもこのエンぷレスについて「破綻していた」と話している。2023年6月28日配信の『有田ジェネレーション』（TBSテレビ）にはエンぷレスとして出演した。
パーティーズを解散した後は色々な人と試しでユニットを組んでネタ見せするライブをやっていたWCSで5期先輩のすがちゃんが、本人曰く「本気で売れたくなった」として2021年1月頃から合流。その時からすでに見た目が派手なこともあって、周りからの評判も良かったという。お試しでトリオとして活動しはじめ、『知らなくて委員会』（北海道放送）のショートネタ選手権でMVPに選ばれたことをきっかけに、2021年4月より正式に結成。周りからも「絶対に組んだほうがいい」と後押しもあったという。すがちゃんは、売れるためには「何かやっていることをやめないと」として、ぱーてぃーちゃん結成時から2022年元日に『ぐるナイおもしろ荘』（日本テレビ）に出るまでの1年間、全く遊ばなかったと話している。遊ぶことをやめたから、トリオが少し世に出れたとしている。
2021年4月2日放送のフジテレビ深夜枠『フジバラナイト SAT』の『映画「地獄の花園」公開記念スペシャルナイト 公開記念スペシャルナイト 女の揉めごとお笑いバトル いざこざの花園』で地上波テレビ初出演。
2022年1月1日放送『ぐるナイおもしろ荘』では、同番組に出演した有吉弘行から「令和の安田大サーカス」と、矢部浩之（ナインティナイン）からはすがちゃんがその“団長”とそれぞれ評された。そして、すがちゃん曰く芸風は「弾け」。信子と金子はエンぷレス時代から同様にギャル漫才を行っていた。
2024年にはテレビでの露出がぐっと増え、同年12月、ORICON NEWSが発表する『2024年ブレイク芸人ランキング』で1位を獲得した。

## 賞レースでの戦績

### M-1グランプリ
| 年度   | 結果      | エントリー No. | 会場                        | 日程     |
| ------ | --------- | -------------- | --------------------------- | -------- |
| 2021年 | 1回戦敗退 | 2713           | シダックスカルチャーホールA | 8月22日  |
| 2022年 | 3回戦進出 | 2009           | よしもと有楽町シアター      | 10月30日 |
| 2023年 | 3回戦進出 | 420            | KANDA SQUARE HALL           | 11月7日  |
| 2024年 | 3回戦進出 | 4625           | KANDA SQUARE HALL           | 11月6日  |

### キングオブコント
| 年度   | 結果         | 会場                                       | 日程    |
| ------ | ------------ | ------------------------------------------ | ------- |
| 2021年 | 2回戦進出    | 南大塚ホール                               | 7月23日 |
| 2022年 | 準々決勝進出 | なかのZERO 小ホール                        | 8月16日 |
| 2023年 | 準々決勝進出 | 渋谷区文化総合センター 大和田 さくらホール | 8月16日 |

### R-1グランプリ
| 年度   | 結果      | 会場                        | 日程    |
| ------ | --------- | --------------------------- | ------- |
| 2022年 | 1回戦敗退 | シダックスカルチャーホールA | 1月12日 |
| 2023年 | 2回戦進出 | よしもと有楽町シアター      | 1月19日 |
| 2024年 | 不参加    | 不参加                      | 不参加  |

| 年度   | 結果         | 会場                        | 日程    |
| ------ | ------------ | --------------------------- | ------- |
| 2022年 | 2回戦進出    | シダックスカルチャーホールA | 1月22日 |
| 2023年 | 準々決勝進出 | ルミネtheよしもと           | 2月3日  |
| 2024年 | 準決勝進出   | 有楽町朝日ホール            | 2月11日 |
| 2025年 | 準々決勝進出 | ルミネtheよしもと           | 1月17日 |

### その他
- 2023年 女芸人No.1決定戦 THE W 準決勝進出（アゲみざわ信子）[63]
- 第37回小学館DIMEトレンド大賞2024 ベストキャラクター賞[64]

## 出演

### テレビ

#### 現在のレギュラー出演
- じもてぃーちゃん （さくらんぼテレビ、2024年8月12日 - 、毎月第2月曜日放送）

#### 過去の主な出演番組（バラエティ）
- フジバラナイト SAT『映画「地獄の花園」公開記念スペシャルナイト 女の揉めごとお笑いバトル いざこざの花園』（フジテレビ） - 2021年4月1日、4月6日、4月7日[65]
- 知らなくて委員会（北海道放送） - 2021年4月19日「2021年ブレーク必至! 芸人ショートネタ選手権」[1]、2022年3月16日、3月23日、7月13日
- ウチのガヤがすみません!（日本テレビ） - 2021年5月18日[66]、6月22日[67]、2023年12月29日
- そろそろ にちようチャップリン（テレビ東京） - 2021年7月31日（初出演）[42][43]、9月25日[68]、10月23日、2022年1月8日、3月26日、7月9日 -
- バイキングMORE（フジテレビ） - 2021年8月13日「とれたて!ニュースバイキング バイキングメンバー推薦!芸人の間で話題の芸人」コーナー出演[69]
- ヒロミ・指原の“恋のお世話始めました”（ABEMA） - 2021年9月9日（金子のみ）、2022年3月3日（すがちゃんのみ）、11月3日（金子のみ）、2023年6月8日（すがちゃんのみ）
- ザ・ベストワン（TBSテレビ） - 2021年10月29日、2022年3月4日、4月22日、9月9日
- クイズ!正解が決まってない!!（日本テレビ） - 2021年12月5日
- よるのブランチ（TBSテレビ） - 2021年12月15日、2022年2月16日、5月11日、5月18日、6月22日、6月29日、7月27日、8月17日、8月24日、9月14日、9月21日、10月26日、11月2日、12月7日、12月21日、2023年1月11日
- 笑神様は真夜中に…（日本テレビ） - 2021年12月27日[70]
- ニューヨーク恋愛市場（ABEMA） - 2021年12月28日（金子のみ）、2022年7月26日
- ぐるナイおもしろ荘（日本テレビ） - 2022年1月1日[71]
- 上田ちゃんネル（テレ朝チャンネル） - 2022年1月6日、1月20日、2月3日、6月9日、6月23日
- サンデージャポン（TBS） - 2022年1月9日
- 千鳥のクセがスゴいネタGP（フジテレビ） - 2022年1月27日、3月17日、4月7日、6月2日、6月23日、11月17日、2023年1月19日、3月2日、9月3日、12月17日
- スッキリ（日本テレビ） - 2022年2月9日、3月23日
- 一夜づけ（テレビ東京） - 2022年2月20日（信子のみ）、27日（信子のみ）
- 痛快!明石家電視台（毎日放送） - 2022年2月21日、7月11日
- まさかのルールはなぜできた!? 作画プレゼン!刺さルール（テレビ朝日） - 2022年3月1日（Aマッソ代打）
- 声優パーク建設計画VR部 （テレビ朝日） - 2022年3月6日、2023年9月10日
- 勝負駆け!笑いのターンマーク（ABEMA） - 2022年3月12日
- お願い!ランキング（テレビ朝日） - 2022年3月23日
- 有吉の壁第3回若手予選会（日本テレビ） - 2022年3月29日
- 有田ジェネレーション（Paravi） - 2022年4月18日 -
- 負けるな!熱血ハナコのお笑い部（テレビ埼玉、2022年4月27日 - ） - レギュラー
- 行列ゲット1000人旅 「千葉県を20日間大捜索!」（TBSテレビ） - 2022年5月15日、5月19日
- ポケモンとどこいく!?（テレビ東京） - 2022年6月5日
- 世界をちょっとだけ変えるサミット（関西テレビ） - 2022年5月31日（すがちゃんのみ）
- イースタンVSウエスタン - ポジション争奪全速ターン!（ABEMA） - 2022年6月12日[72]
- ネタパレ（フジテレビ） - 2022年6月17日、7月22日、9月2日、9月9日、9月23日、9月30日、10月28日、11月25日、12月9日、2023年1月1日、1月13日、1月20日、3月10日、3月31日、5月19日、9月15日 -
- しくじり学園放送室（YouTube） - 2022年6月17日
- 秒速脱落サバイバル SECOND（日本テレビ） - 2022年6月19日（すがちゃんのみ）
- チャンスの時間（ABEMA） - 2022年6月19日、8月7日(金子、信子のみ)、2023年4月16日、5月7日(すがちゃんのみ)
- 上田と女が吠える夜（日本テレビ） - 2022年6月22日（信子、金子のみ）
- 全国GAL'sコレクション（ABEMA） - 2022年7月9日（信子のみ）
- 有吉ゼミ（日本テレビ） - 2022年7月11日、11月14日、2023年1月23日
- お笑いインスパイアドラマ ラフな生活のススメ（NHK総合） - 2022年7月30日
- ソウドリ 「生粋のバカ芸人は誰だ!?ナチュラルボーンバカ芸人バトル!」（TBS） - 2022年8月8日
- いとしのサマーフィルム（フジテレビ） - 2022年8月10日
- 有吉ジャポンII ジロジロ有吉（TBSテレビ） - 2022年8月19日（金子、信子のみ）
- 千原ジュニアの座王（関西テレビ） - 2022年9月2日、9月16日（金子優勝）、10月18日（2時間SP）、10月21日、10月28日、12月2日、12月23日（金子、信子のみ）、2023年1月2日（新春SP）（金子、信子のみ）-
- 全国高等学校クイズ選手権（日本テレビ） - 2022年9月4日
- ぱーてぃーちゃんの失礼ですが… おおいたの気になるトコロ突撃調査！（テレビ大分） - 2022年9月25日
- ろくにんよれば町内会（日本テレビ） - 2022年9月27日、10月4日
- 全力!脱力タイムズ（フジテレビ） - 2022年9月30日、2023年7月7日、11月17日、12月15日
- アルコ&ピースのメガホン二郎（テレビ東京） - 2022年10月1日
- ドラマツアーズ（フジテレビ） - 2022年10月8日、2023年1月5日
- マッドマックスTV（ABEMA） - 2022年10月18日
- Z STUDIO ひまつぶ荘（日本テレビ） - 2022年10月20日
- R-1グランプリやります会見 - 2022年11月10日

- らはスローでイージーなルーティーンで（関西テレビ） - 2022年11月28日
- ロンドンハーツ（テレビ朝日） - 2022年11月15日・22日（金子、信子のみ）、 2023年10月17日・24日（すがちゃんのみ）、11月14日・21日（すがちゃんのみ）
- お笑いワイドショー マルコポロリ!（関西テレビ） - 2022年12月4日、12月18日（すがちゃんのみ）、2023年9月17日、12月24日（すがちゃんのみ）
- ポップUP!（フジテレビ） - 2022年12月12日
- キセキの動画大集合！"神"映像グランプリ（TBSテレビ） - 2022年12月15日
- つづきましてコンボ（TBSテレビ） - 2022年12月22日、12月29日
- フットンダ（日本テレビ） - 2023年1月1日
- 新春!爆笑ヒットパレード（フジテレビ） - 2023年1月1日、2024年1月1日
- 7.2 新しい別の窓（ABEMA） - 2023年1月1日
- 帰れま10（テレビ朝日） - 2023年1月9日、12月27日（帰れマンデーpresents 今日はまだまだ帰りたくありまテン）
- 夜のケンミンSHOW（日本テレビ） - 2023年1月12日（すがちゃんのみ）
- 有吉の壁（日本テレビ） - 2023年1月25日（男女即興ユニット回。信子、金子のみ）、7月19日、9月6日、10月4日、11月29日
- さんまのお笑い向上委員会（フジテレビ） - 2023年3月11日、18日、25日、4月1日
- ときめきキャッスル〜迫りくるキュンを我慢できますか?〜（TBS） - 2023年3月25日（信子のみ）
- 相席食堂（朝日放送テレビ） - 2023年3月28日（信子のみ）、2024年6月25日（すがちゃんのみ）
- オールスター感謝祭 - 2022年10月1日～（TBSテレビ）
- オールスター後夜祭（TBSテレビ） - 2023年4月9日[注 4]、10月15日、2024年4月7日[注 5]、10月6日
- 深夜のハチミツ（フジテレビ） - 2023年5月、8月、10月、11月、12月
- ダウンタウンDX（2023年6月22日、日本テレビ）
- 夏の特大!さんま御殿 芸能人が弱点初告白&DNAお反すべし親子祭（2023年7月4日、日本テレビ）
- 激レアさんを連れてきた。（2023年7月24日、テレビ朝日）
- イワクラと吉住の番組（テレビ朝日） - 2023年8月29日、10月10日
- お願い!ランキング presents そだてれび（テレビ朝日、2023年10月2日 - 2024年3月19日） - すがちゃんのみ（ハントシくんの声）
- あちこちオードリー（2023年10月11日、12月13日、テレビ東京)
- ぱーてぃーちゃんのフ☆ルーツを探しに行くんだぜ!!（2023年10月21日、山梨放送）
- ゴッドタン（2023年10月28日、2024年1月3日、テレビ東京）
- ボクらの時代（2023年11月12日、フジテレビ） - すがちゃんのみ - 後藤拓実（四千頭身）、土佐有輝（土佐兄弟）と鼎談[73]
- 証言者バラエティ アンタウォッチマン（2023年11月14日、テレビ朝日）
- 白黒アンジャッシュ（2023年11月28日、12月5日、千葉テレビ）
- 今夜はナゾトレ（2023年12月12日、フジテレビ）
- 笑神様は突然に…（2024年1月1日、日本テレビ）
- ニッポン全国!ジモトPR隊（2024年1月21日 - 2月2日、フジテレビ）[74]
- ぱーてぃーちゃんとシルバーちゃん（2024年4月1日 - 4月22日、テレビ朝日）
- ぱーてぃーちゃんの大分何かしら大使（2024年9月14日、テレビ大分）※FNS九州・沖縄ブロックネット[75][76]
- こどもディレクター これだけはどうしても聞いておきたい（2024年10月9日、日本テレビ）- すがちゃんのみ ※中京テレビ制作

#### 過去の主な出演番組（ドラマ）
- 星降る夜に (テレビドラマ) 第1話（2023年1月17日、テレビ朝日） - マロニエ産婦人科医院に通う妊婦 役（金子）
- 不適切にもほどがある! 第6話（2024年3月1日、TBS） - ポチョムキンズ 役（信子）[77]
- GO HOME〜警視庁身元不明人相談室〜 第6話（2024年8月24日、日本テレビ） - メンズコンセプトカフェの店長・アラン 役（すがちゃん）[78]

#### 過去の主な出演番組（その他）
- バリバラ〜障害者情報バラエティー〜（NHK Eテレ） - 2022年8月28日
- NHK短歌（NHK Eテレ） - 2023年2月19日（すがちゃんのみ）

### ラジオ

#### 現在のレギュラー出演
- ぱーてぃーちゃんの絆Nightふぃーばー（GERA放送局、2022年5月13日 - 、毎週金曜日20時）
- すがちゃん大ちゃんのノボリギミ（ 文化放送 PODCASTQR、2023年4月6日 - 、毎週木曜日18時）- すがちゃんのみ
- ウチらのイイブン!(JFN、2025年4月4日 - 、毎週金曜深夜3時) - すがちゃんのみ

#### 過去の主な出演
- CultureZ+ すがちゃん大ちゃんのカカリギミ（文化放送、2021年4月7日 - 2023年3月18日）- すがちゃんのみ

- 土佐兄弟のCultureZ（文化放送） - 2022年1月4日、8月9日、2023年1月3日（すがちゃん、信子のみ）
- 山里亮太の不毛な議論（TBSラジオ） - 2022年2月17日[79]
- GERA NEXT（GERA放送局） - 2022年2月25日、3月4日、3月11日、3月18日（全4回）[80]
- ON THE PLANET（JFN） - 2022年3月3日、3月10日、3月17日、3月24日、3月31日[注 6]（全5回）
- 聴くエステ〜誰でも輝くパーソナル診断〜 - 2022年5月12日、5月18日（金子、信子のみ）
- TOKYO SPEAKEASY（JFN） - 2022年6月1日
- 大竹まこと ゴールデンラジオ!（文化放送） - 2022年6月23日
- ナイツザ・ラジオショー（ニッポン放送） - 2022年6月30日、11月24日
- ストレッチーズのプリ右でごめん（GERA放送局） - 2022年7月13日、7月20日
- ブクロフライ!!!（stand.fm） - 2022年10月30日（金子、信子のみ）
- オールナイトニッポンPODCAST（ニッポン放送） - 2022年11月5日、11月12日、11月19日、11月26日（全4回）
- AマッソのMBSヤングタウン（MBSラジオ） - 2023年1月5日
- ナニモノ!（文化放送） - 2023年1月19日
- 松任谷由実のオールナイトニッポンGOLD（ニッポン放送） - 2023年3月17日
- 山崎怜奈の誰かに話したかったこと。（TOKYO FM） - 2023年4月20日（すがちゃん、信子のみ）[注 7]
- ぱーてぃーちゃんのオールナイトニッポン0(ZERO)（ニッポン放送） - 2024年1月1日
- 好きがつながる すがちゃん大ちゃんの #ノボリギミ 〜地上波スペシャル〜（2024年3月12日、文化放送）すがちゃんのみ

### 配信
- トークサバイバー! シーズン3（2024年9月3日、Netflix） - すがちゃんのみ
- 罵倒村（2025年5月13日、Netflix）[81]
- まいにち賞レース

### 舞台
- ミステリーピューロランド -大鶴肥満 緋色のウェディング-（2024年9月21日・10月5日・19日、サンリオピューロランド） - すがちゃんのみ[82][83]

### ミュージックビデオ
- SingerSongDrivers「AORANAIDE]」（2021年2月27日） - すがちゃんのみ[84][85]
- YOAKE 『ラブリ』 - 2023年9月8日

### インターネットテレビ
- あゆこばぱーてぃーず（2021年5月 - 2022年4月 ニコニコ生放送） - すがちゃんのみ
- あゆこばダービー（2022年5月 - 2024年4月、ニコニコ生放送） - すがちゃんのみ
- 京佳お嬢様と奥田執事 （2025年、「有吉の壁」YouTubeチャンネル、他） - 金子のみ[86]
  - 京佳お嬢様と奥田執事 シーズン2（配信予定） - 金子・信子のみ[87]

## 出版物など

### 書籍
- すがちゃん最高No.1『中1、一人暮らし、意外とバレない』（2024年4月26日、ワニブックス）ISBN 978-4-8470-7435-6[88]

### 雑誌
- FRIDAY - 2022年2月11日号
- JUNON - 2022年5月号
- Popteen - 2022年5月号
- CanCam - 2022年7月号
- りぼん - 2022年7月号
- anan - 2022年9月7日号（すがちゃんのみ）
- 芸人雑誌 - volume7 (2022年9月）
- Hanako - 2023年2月号
- NYLON JAPAN - 2023年3月号

### ウェブメディア
- MEN'S NON-NO WEB - 2022年12月18日
- VOCE - 2023年4月20日、21日

### デジタル写真集
- ぱーてぃーちゃん写真集「忘れられない Party Night」 週プレPHOTO BOOK（2024年4月1日、集英社）
- すがちゃん最高No.1(ぱーてぃーちゃん)「No.1」 週プレPHOTO BOOK（2024年4月1日、集英社）
- 信子（ぱーてぃーちゃん）写真集「抱いて・・・」 週プレPHOTO BOOK（2024年4月1日、集英社）
- 金子きょんちぃ写真集「かわいすぎてご・め・ん」 週プレPHOTO BOOK（2024年4月1日、集英社）